# Los maridos de mamá
Los maridos de mamá è un film argentino del 1956, diretto da Edgardo Togni, tratto dall'omonima opera teatrale di Abel Santa Cruz.
Sul palcoscenico la protagonista femminile era Gloria Guzmán, sostituita nel film da Ana Mariscal.

## Trama
Un uomo cerca di riconquistare sua moglie con l'aiuto della figlia.

## Distribuzione
Il film venne distribuito nelle sale argentine il 5 aprile 1956.

## Accoglienza critica
La Nación scrisse: «Agile versione di una sorridente commedia»; El Mundo notò: «Il salto dal palcoscenico alla pellicola non ha portato cambiamenti degni di nota». Manrupe e Portela la giudicano «Commedia leggera con un po' di sentimentalismo».